# 卡米亚克和圣但尼
卡米亚克和圣但尼（法語：Camiac-et-Saint-Denis，法語發音：[kamjak e sɛ̃ dəni]）是法国吉伦特省的一个市镇，属于利布尔讷区。

## 地理
卡米亚克和圣但尼（44°47'42"N, 0°16'29"W）面积6.6 平方千米，位于法国新阿基坦大区吉倫特省，该省份为法国西南部沿海省份，是法國本土面积最大的省，北起滨海夏朗德省，西临大西洋，南至朗德省，东南接洛特-加龍省，东临多爾多涅省。
与卡米亚克和圣但尼接壤的市镇（或旧市镇、城区）包括：圣康坦德巴龙、拉索沃、巴龙、屈尔桑。

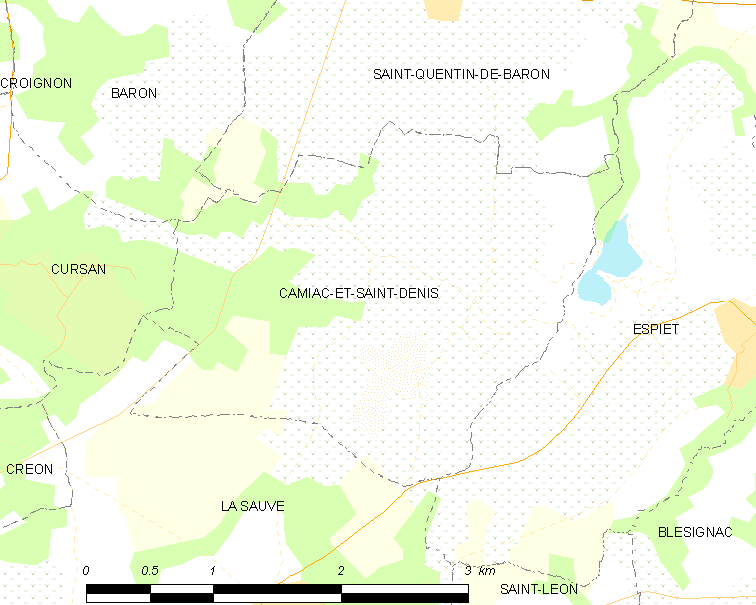
卡米亚克和圣但尼的OSM定位图

卡米亚克和圣但尼的时区为UTC+01:00、UTC+02:00（夏令时）。

## 行政
卡米亚克和圣但尼的邮政编码为33420，INSEE市镇编码为33086。

## 政治
卡米亚克和圣但尼所属的省级选区为多尔多涅山丘县。

## 人口

1962-2008年间卡米亚克和圣但尼人口变化图示

卡米亚克和圣但尼于2022年1月1日时的人口数量为351人。